# Підлісся (Львівський район)
Підлі́сся — село в Україні, в Львівському районі Львівської області. Населення становить 452 особи. Орган місцевого самоврядування - Добросинсько-Магерівська сільська рада.

## Історія
Село Підлісся входило до складу неіснуючого тепер села Біла.

## Населення

### Мова
Розподіл населення за рідною мовою за даними перепису 2001 року:
| Мова       | Відсоток |
| ---------- | -------- |
| українська | 100%     |

## Відомі мешканці
Палюх Валерій (1990 - 03.01.2023) - інспектор прикордонної служби 2-ої категорії, загинув від ракетного удару в м. Краматорськ, Краматорського району, Донецької області. Поховали захисника в сел. Магерів.